# Saint-Brice-de-Landelles
Saint-Brice-de-Landelles település Franciaországban, Manche megyében. Lakosainak száma 651 fő (2022. január 1.). Saint-Brice-de-Landelles Louvigné-du-Désert, Monthault, Les Loges-Marchis és Saint-Hilaire-du-Harcouët községekkel határos.

## Népesség
A település népessége az elmúlt években az alábbi módon változott:
| Lakosok száma | 724  | 720  | 666  | 613  | 683  | 689  | 687  | 664  | 664  | 651  |
|               | 1968 | 1982 | 1990 | 2006 | 2013 | 2015 | 2017 | 2019 | 2020 | 2022 |